# Adenau
Adenau is een plaats in de Duitse deelstaat Rijnland-Palts, en maakt deel uit van de Landkreis Ahrweiler.
Adenau telt 2.955 inwoners.

## Bestuur
De plaats is een Ortsgemeinde en maakt deel uit van de Verbandsgemeinde Adenau.

## Geschiedenis
Adenau wordt voor het eerst vermeld in 922. Toen stond er aan de noordelijke kant van de stad, nabij het voormalige station, een Franciskanerklooster. In de Tweede Wereldoorlog zijn veel historische gebouwen in Adenau beschadigd, maar her en der in stad staan nog zeer bijzondere en oude vakwerkhuizen.
Adenau is eveneens bekend door de nabijgelegene Nürburgring.

## Geboren in Adenau
- Sabine Schmitz (1969-2021), autocoureuse en presentatrice
- Fabian Giefer (17 mei 1990), voetballer

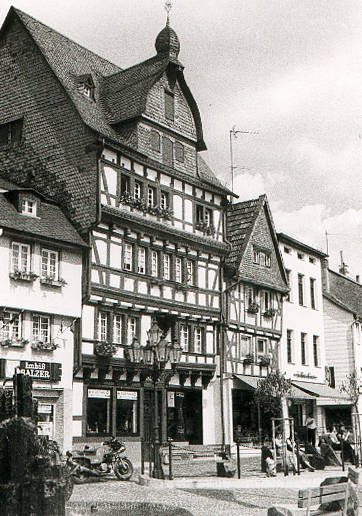
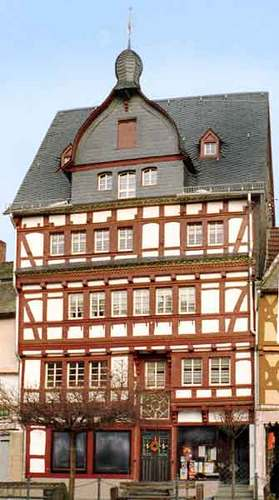
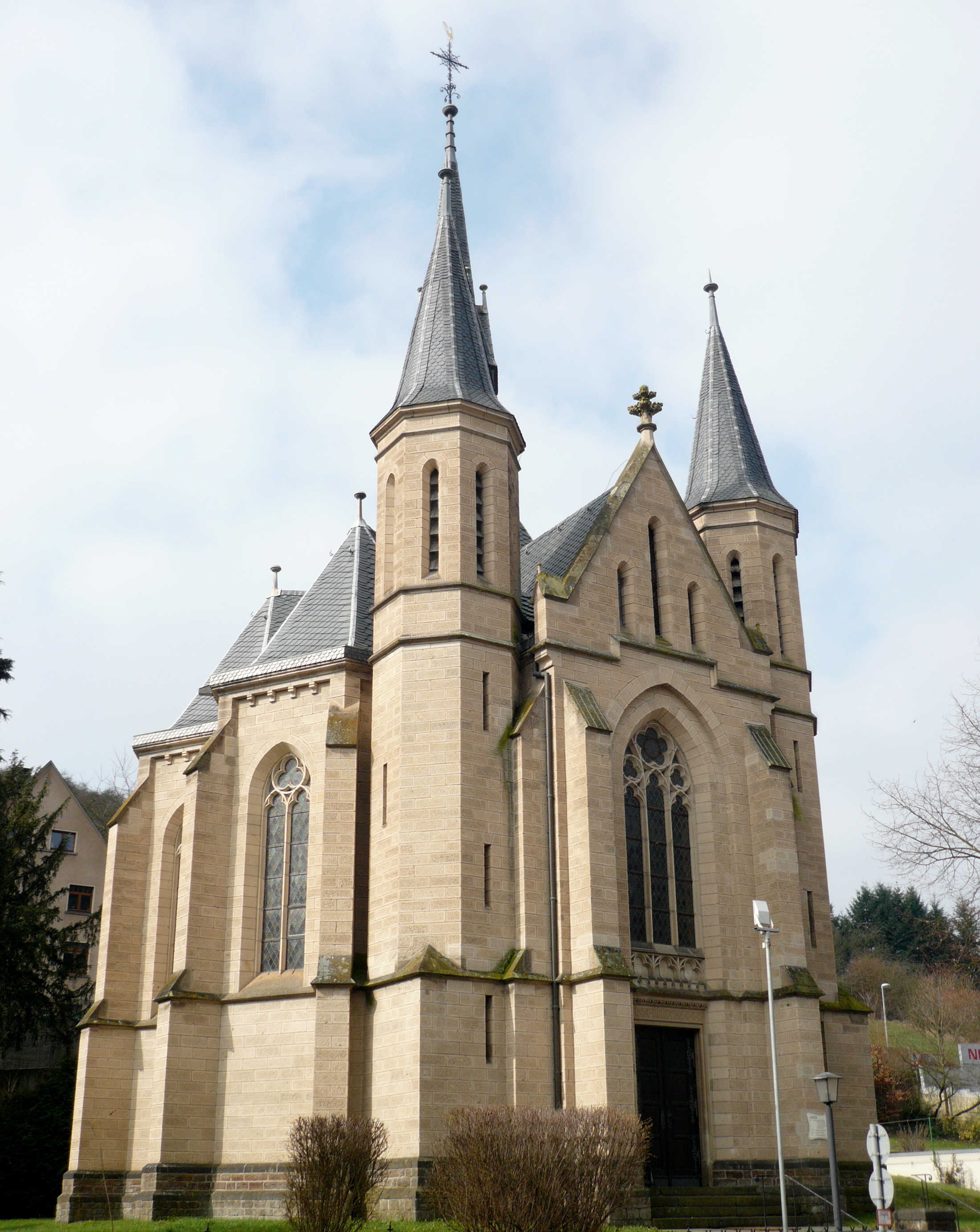
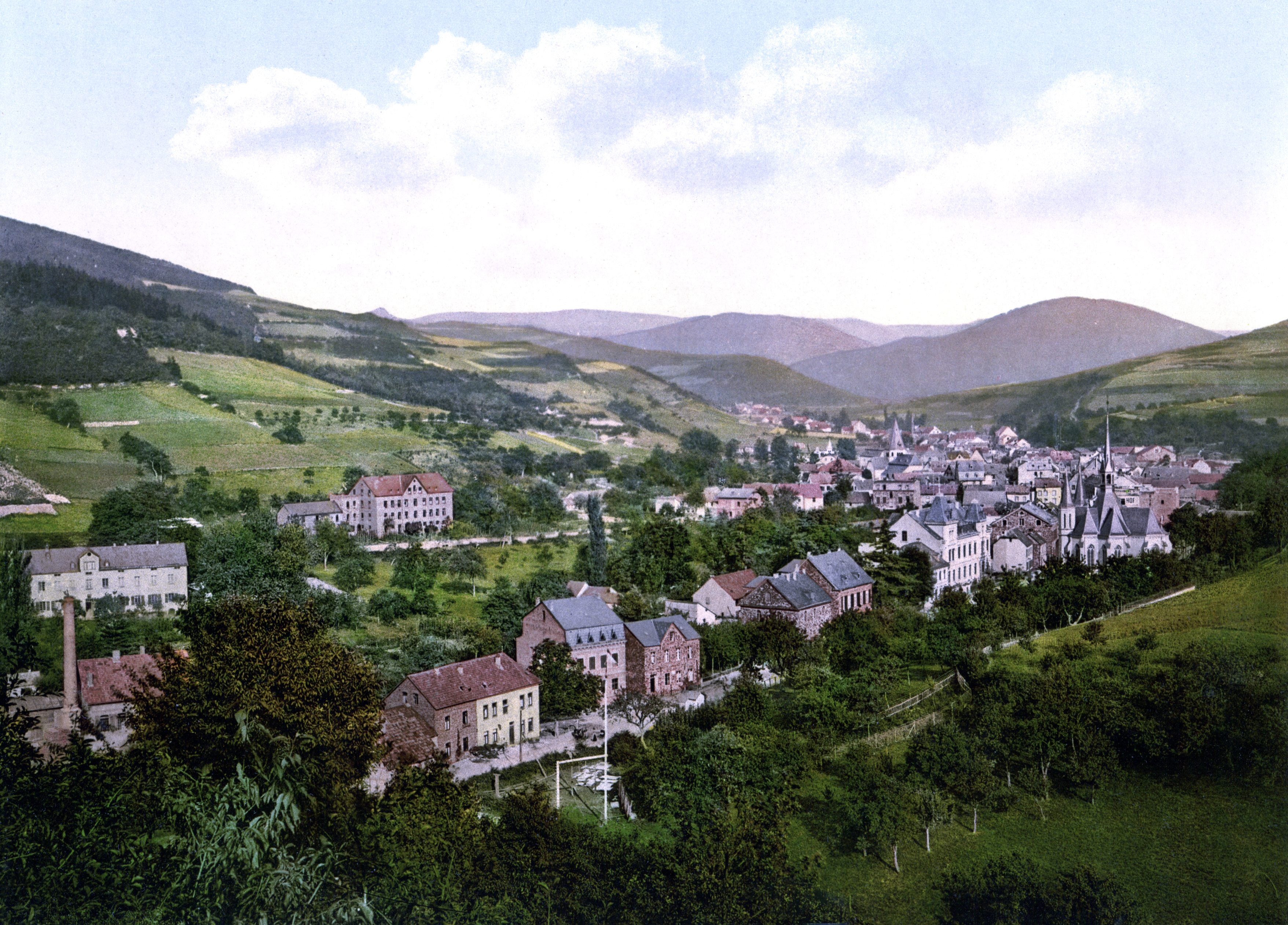
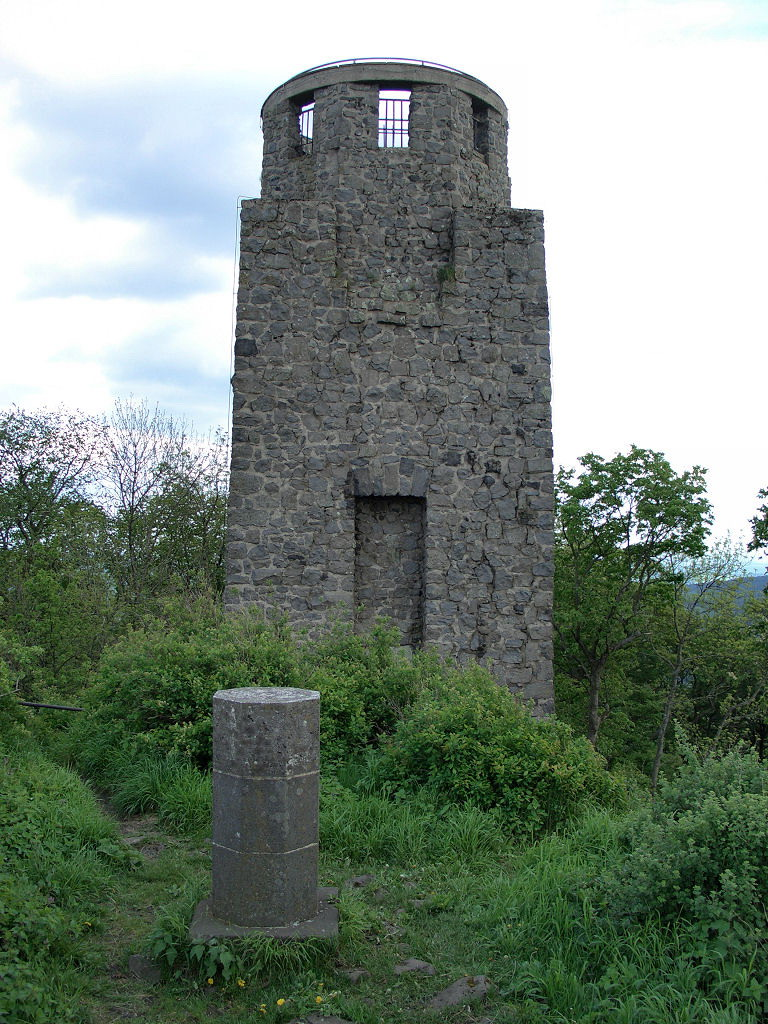